# نادیاس
نادیاس (به لاتین: Ndiass) یک منطقهٔ مسکونی در سنگال است که در مبور واقع شده‌است. نادیاس ۴٬۷۹۴ نفر جمعیت دارد.